# باد هونيف
بَادْ هُونِيفْ (بالألمانية: Bad Honnef) مدينة متوسطة الحجم تقع في غرب ألمانيا في منطقة راين-سيغ Rhein-Sieg بالقرب من مدينة بون على الحد الجنوبي لولاية شمال الراين-ويستفاليا (بالألمانية: نوردراين فيستفالن Nordrhein-Westfalen)، تطل على الجانب الشرقي من نهر الراين، ومن ناحية الشمال تقع المدينة على منحدر جبل دراخن فيلز (صخرة التنين)، والذي هو جزء من سيبنغيبيرغه (سلسلة الجبال السبعة). تحدها شمالاً كونيغسفينتر ومن شمال غرب ضاحية باد غوديسبيرج الواقعة جنوب شرق مدينة بون ومن الجنوب ولاية راينلاند بالاتينات (بالألمانية: Land Rheinland-Pfalz).
يبلغ عدد سكان المدينة 25.738 نسمة (بيانات 31 ديسمبر 2021)، وتتبع إدارياً منطقة كولونيا. اشتهرت كمدينة استجمام نظراً لمناخها المعتدل على مدار العام، ولذلك يُطلق عليها أحيانًا إسم«نيس بلاد الراين» نسبة لمدينة نيس الفرنسية. عاش فيها كونراد أديناور، أول مستشار لجمهورية ألمانيا الاتحادية بعد الحرب العالمية الثانية حتى وفاته في عام 1967. في المدينة عدد من مقرات المنظمات وجماعات المصالح على الصعيد الوطني.
تتمتع المدينة بأعلى قدرة شرائية من بين مدن ولاية شمال الراين-وستفاليا، كما أن نسبة سكانها من المليونيرات تعتبر واحدة من أعلى النسب.

## توأمة
لباد هونيف اتفاقيات توأمة مع كل من:
- فيتيشيناو
- بيرك
- Cadenabbia [الإنجليزية]‏ (مدينة كادينابيا التابعة لمقاطعة كومو الإيطالية)
- Ludvika Municipality [الإنجليزية]‏ (بلدية لودفيكا في السويد).

## أعلام
- سيدني لومان
- فرانز برونجس
- كورت هاسي
- دورا إلسي
- هرمان جوسيف هاك
- فيلهلم كريس
- كارلو شميد